# 倒披针毛蕨
倒披针毛蕨（学名：Cyclosorus oblanceolatus）为金星蕨科毛蕨属下的一个种。